# جان واکر (مخترع)
جان واکر (انگلیسی: John Walker; ۲۹ مهٔ ۱۷۸۱ – ۱ مهٔ ۱۸۵۹) مخترع، و شیمی‌دان اهل پادشاهی متحد بریتانیای کبیر و ایرلند بود.

## زندگی و مرگ
واکر در سال ۱۷۸۱ در استاکتون-آن-تیس، شهرستان دورهام به دنیا آمد. او به مدرسه گرامر محلی رفت و پس از آن نزد واتسون الکاک، جراح اصلی شهر، شاگردی کرد و به عنوان دستیار به او خدمت کرد.
با این حال، او از عمل‌های جراحی بیزار بود و مجبور شد این حرفه را ترک کند و در عوض به شیمی روی آورد. پس از تحصیل در دورهام و یورک، او یک تجارت کوچک به عنوان شیمیدان و داروساز در خیابان ۵۹، استاکتون، در حدود سال ۱۸۱۸ راه اندازی کرد.

واکر در ۱ می ۱۸۵۹ در استاکتون درگذشت و در محوطه کلیسای سنت‌ماری در نورتون، نزدیک استاکتون به خاک سپرده شد.